# Haijin
Le haijin (chinois : 海禁 ; pinyin : Hǎi Jìn ; littéralement « mer interdite ») est une politique chinoise imposée aux activités maritimes, d'abord mise en place par la dynastie Ming puis reprise par la dynastie Qing. Imaginée à l'origine pour lutter contre la piraterie, l'interdiction s'est finalement révélée inefficace pour cela. Elle a au contraire imposé de grandes difficultés aux villes côtières ainsi qu'aux honnêtes marchands de la mer.

## Politique des Ming
L'empereur Ming Hongwu est le premier à imposer une interdiction de toute activité commerciale maritime en 1371. Tous les étrangers désirant entrer dans la Chine des Ming ne pouvaient le faire que via le système de tribut.
La politique du haijin consistait en trois stratégies :
1. Construire une marine de 110 000 tonnes pour défendre les provinces côtières;
2. Collaborer avec les autorités japonaises pour traquer les pirates;
3. Réguler le commerce maritime pour contrôler la contrebande[2].

L'interdiction est levée en 1405, puis réinstaurée en 1550 avant d'être de nouveau levée en 1567.
La première date proposée pour la mise en place de cette politique est 1368, l'année de l’avènement de la dynastie Ming, tandis que la date de levée la plus ancienne proposée est 1567.

## Politique des Qing
Koxinga, aussi connu sous le nom de Zheng Chenggong, était un chef militaire Ming capable de menacer les Qing. En 1647, une nouvelle interdiction maritime est proclamée pour limiter le commerce étranger avec de sévères sanctions possibles. En 1655, la grande évacuation est imposée dans les provinces du Guangdong, du Fujian, du Zhejiang, du Jiangsu et du Shandong. Cela signifiait que les habitants des côtes devaient se réinstaller à 30–50 li (est. 15 à 25 km) dans les terres. Tous les bateaux et navires privés furent détruits par le feu et les petites barques n'étaient plus autorisées en mer. En 1684, l'interdiction est levée, et le commerce extérieur reprend sous le règne de l'empereur Kangxi. En 1685, une « taxe sur le commerce maritime » est imposée par Yiergetu.

### Histoire des Ming du Sud
- Au second mois de la première année (1661) de Kangxi, la cour des Qing promulgue le décret impérial suivant : Les personnes habitants le long des côtes maritimes devaient se réfugier à 50 li (chinois : 里), afin de réduire les contacts avec les rebelles de Taïwan (Koxinga). Les soldats prendraient leur place et installeraient une frontière : en seulement trois jours, toutes les maisons vidées furent détruites et tous les habitants furent évacuées.
- Pendant la seconde année (1662) de Kangxi, un officiel Hua patrouille le long de la nouvelle frontière et les habitants sont de nouveau évacués.
- Pendant l'été de la troisième année (1663) de Kangxi, les habitants de cinq provinces — Panyu, Shunde, Xinhui, Dongguan, Zhongshan — sont également évacués.
- La frontière d'origine est considérée comme trop proche de la mer ; elle est ainsi reculée dans les terres par trois fois avant d'être définitivement fixée.
- Des mises en garde étaient écrites sur des panneaux : « Quiconque ose passer la frontière sera mis à mort par décapitation ».
- « Les personnes trouvées au-delà de la frontière seront décapitées sur place ».
- « Toutes personnes habitants le long des côtes devront se réinstaller à moins de 20 li de la ville. Au-delà de 20 li, un mur de terre sera construit pour fixer la frontière ; aucun petit sampan ne sera autorisé à prendre la mer, ni à dépasser la frontière, toutes les personnes trouvées au-delà seront exécutées sur place. Des soldats armés patrouillent constamment le long de la frontière, et décapitent toutes les personnes trouvées au-delà.

« À partir de 1652 inclus, la cour des Qing commence l'évacuation dans les terres des populations vivant le long des côtes maritimes, pour les empêcher d'aider et d'accueillir des ennemis du commerce. Face à des ennemis basés dans des sites maritimes inaccessibles, les Qing choisissent de confisquer les terres non-gouvernementales du littoral pour créer un cordon sanitaire de murs et de tours entre la population et la mer. Toutes les navigations et le commerce sont interdits, mais l'effet de l'interdiction et des évacuations fut simplement de renforcer la base de Koxinga à Xiamen, car les communautés relocalisées dans les terres étaient devenues de nouvelles clientes aux produits de contrebande afin de survivre dans cet environnement inconnu. »

— Yang Shao-yun, Water Worlds : Piracy and Littoral Societies as Non-State Spaces in Late Imperial South China.

## Effet sur la piraterie
Le gouvernement Ming qualifiait au début les pirates japonais de « petits » avant de découvrir que beaucoup d'entre eux étaient des renégats chinois qui avaient rejoints les samouraïs rōnins pour combattre le régime des Ming. Au début du XVIIe siècle, presque tous les pirates agissant le long des côtes chinoises étaient d'ethnies chinoises, bien qu'ils continuaient à être qualifiés de wokou (Japonais).

## Controverse
Le but réel de l'interdiction maritime est incertain et discuté, la seule certitude est que la loi interdisait aux navires privés de naviguer dans l'océan.
Certains historiens soutiennent que le haijin marque un recul de l'activité maritime, comme les voyages de Zheng He, et est la conséquence d'un déclin et d'une stagnation technologique qui culminera avec l'humiliation de la Chine au XIXe siècle par les Européens. Cet avis a été popularisé par le film chinois River Elegy (en).
L'interdiction est également considérée comme une politique trompeuse qui a empêché l'émergence d'une économie auto-suffisante le long des côtes. De nouvelles activités économiques ne pouvaient pas naître et aucun contre-pouvoir n'est apparu pour s'opposer à la cour impériale dominante, ce qui peut faire de cette interdiction une manœuvre politique.
La loi imposait de grandes difficultés aux habitants des côtes et stimulait les rébellions, la piraterie et l'émigration. Traditionnellement, l'Asie du Sud-Est était la destination privilégiée des migrants chinois (en) (voir Liang Daoming (en)).